# John Gielgud
Arthur John Gielgud, OM, CH (ur. 14 kwietnia 1904 w Londynie, zm. 21 maja 2000 w Wotton Underwood) – angielski aktor filmowy, teatralny i telewizyjny oraz reżyser sceniczny. Laureat Oscara (1981), Złotego Globu (1981, 1989) i BAFTY (1953, 1974).
Na scenie teatralnej i na planie filmowym spędził 60 lat. Wraz z Ralphem Richardsonem i Laurencem Olivierem należał do trójcy aktorów, którzy dominowali na brytyjskiej scenie przez większą część XX wieku. Zagrał główne role w największych szekspirowskich spektaklach; najwybitniejszy XX-wieczny odtwórca roli Hamleta, w którą wcielił się ponad 500 razy. 
Za swoje zasługi artystyczne, w 1953 został uhonorowany przez królową brytyjską tytułem szlacheckim Sir.

## Życiorys
Urodził się w Londynie jako syn Kate Terry–Gielgud (z domu Terry-Lewis; 1868–1958) i Franka Henry’ego Gielguda (1860–1949), agenta giełdowego. Jego matka pochodziła z legendarnego klanu aktorskiego. Ze strony ojca Gielgud wywodził się z polsko-litewskiej rodziny magnackiej Giełgudów (herbu Giełgud), w której odnaleźć można gwiazdy scen polskich z końca XVIII wieku. W rodzinie tej byli również oficerowie i uczestnicy polskich powstań, w tym powstania listopadowego. Był prawnukiem Anieli z Kamińskich Aszpergerowej (1816–1902), polskiej aktorki związanej przez kilkadziesiąt lat ze sceną lwowską. Do jego przodków należał m.in. Antoni Giełgud, generał w powstaniu listopadowym, którego rodzina wskutek represji po powstaniu listopadowym emigrowała do Wielkiej Brytanii. 
Uczęszczał do Westminster School. Początkowo myślał o karierze architekta, jednak niemożność opanowania rysunku technicznego i rosnące zainteresowanie teatrem skłoniło go do podjęcia kariery scenicznej. W 1921 w wieku siedemnastu lat pojawił się na scenie The Old Vic w roli posłańca Heralda w Henryku V Williama Szekspira, a 1924 w objazdowym zespole wystąpił w roli Romea w sztuce Romeo i Julia. Ukończył Royal Academy of Dramatic Art. W latach 1929–1931 na deskach The Old Vic osiągnął pozycję gwiazdorską i uznanie krytyków, grając najważniejsze role szekspirowskie: Hamleta, Romea, króla Leara, Shylocka z Kupca weneckiego, Prospera z Burzy, Marka Antoniusza z Antoniusza i Kleopatry, Malvolio z Wieczoru Trzech Króli i Benedicka z Wiele hałasu o nic, często mając za partnerów Ralpha Richardsona i Laurence’a Oliviera. Od roku 1932 także podjął się reżyserii, w tym Ćwiczenie pięciu palców Petera Shaffera (1959), All Over Edwarda Albee (1971) czy Życie prywatne Noëla Cowarda (1975), a od 1928 pojawiał się w inscenizacjach na Broadwayu, zdobywając Tony Award za wybitną firmę zagraniczną w przedstawieniu Oscara Wilde’a Bądźmy poważni na serio (1948), za zasługi dla teatru w sztuce szekspirowskiej Wieki człowieka (1959) i reżyserię komedii Duża ryba, mała ryba (1961). Ponadto występował w utworach innych twórców światowej rangi, w tym Antona Czechowa (Iwanow w roli Mikołaja Iwanowa), George’a Bernarda Shawa (Żołnierz i bohater jako Sergiusz Saratow), Fiodora Dostojewskiego (Zbrodnia i kara w roli Rodiona Romanicza Raskolnikowa), Eurypidesa (Medea jako Jason), Edwarda Albee (Tiny Alice w roli Juliana), Ibsena (Duchy) i Frya (Dama nie jest do spalenia jako Thomas Mendip). Pozostawił wspomnienia Aktor i jego czasy, w których dokonuje podsumowania i analizy swojej twórczości.
Debiutował na ekranie jeszcze w epoce kina niemego, jako ubogi rzeźbiarz Daniel Arnault, który zakochuje się w pięknej Genevieve w dramacie Kim jest ten mężczyzna? (Who Is the Man?, 1924). Przez kolejne lata skupił się bardziej na twórczości teatralnej, niż filmowej. W dreszczowcu Alfreda Hitchcocka Bałkany (Secret Agent, 1936) wystąpił w roli dziennikarza wplątanego w szpiegowską aferę. Brał udział w filmowych adaptacjach sztuk, w tym w Juliusz Cezar (1953), Romeo i Julia (1954) i ekranizacji Becket (1964) w reż. Petera Glenville’a w roli król Ludwika VII, zdobywając nominację do Oscara, u boku Petera O’Toole’a i Richarda Burtona. W dramacie kostiumowym Orzeł w klatce (Eagle in a Cage, 1970) wystąpił jako Napoleon. W ekranizacji sztuki Bertolda Brechta Galileo (1975) w reż. Josepha Loseya został obsadzony w roli starego kardynała. W adaptacji powieści detektywistycznej Agathy Christie Morderstwo w Orient Ekspresie (1974) w reż. Sidneya Lumeta z Seanem Connerym, Ingrid Bergman i Lauren Bacall zagrał postać służącego Edwarda Beddoesa, za którą dostał nagrodę BAFTA. W dramacie Alaina Resnais’go Opatrzność (Providence, 1977) u boku Dirka Bogarde’a i Ellen Burstyn stworzył kreację zrzędliwego pisarza Clive’a Langhama, walczącego z chorobą i starością, uciekającego w groteskowy świat wyobraźni. W filmie Dyrygent (1979) w reż. Andrzeja Wajdy z Krystyną Jandą i Andrzejem Sewerynem zagrał tytułową rolę dyrygenta Johna Lasockiego. W dramacie biograficznym Davida Lyncha Człowiek słoń (The Elephant Man, 1980) z udziałem Anthony’ego Hopkinsa, Anne Bancroft i Johna Hurta wystąpił jako dyrektor szpitala londyńskiego Francis Carr–Gomm.
Drugoplanowa rola wrednego kamerdynera Hobsona w komedii romantycznej Artur (1981) z Lizą Minnelli, Geraldine Fitzgerald i Dudleyem Moorem przyniosła mu uznanie, nagrodę Oscara, Złoty Glob, nominację do nagrody BAFTA i liczne nagrody krytyków. Kolejne jego znaczne role ekranowe to Sir Leonard Darwin w dramacie psychologicznym Freda Schepisiego Obfitość (Plenty, 1985) z Meryl Streep, Edward Ryder, ojciec Charlesa (Jeremy Irons) w serialu ITV Powrót do Brideshead (Brideshead Revisited, 1981) na podstawie powieści Evelyna Waugha Znowu w Brideshead, żydowski profesor zamordowany w czasie Holokaustu – Aaron Jastrow w miniserialu ABC Wojna i pamięć (War and Remembrance, 1988–1989), Oswald w filmie przygodowym Jerry’ego Zuckera Rycerz króla Artura (1995), Cecil Parkes w biograficznym dramacie muzycznym Scotta Hicksa Blask (Shine, 1996) z Geoffreyem Rushem, Pan Touchett w ekranizacji powieści Henry’ego Jamesa Portret damy (The Portrait of a Lady, 1996) w reż. Jane Campion z Nicole Kidman, król Constant w miniserialu przygodowym fantasy Hallmark Channel Merlin (1998) i Pius V w dramacie kostiumowym Shekhara Kapura Elizabeth (1998) z Cate Blanchett.
Zmarł 21 maja 2000 w Wotton Underwood, w hrabstwie Buckinghamshire w wieku 96 lat.

## Życie prywatne
Był orientacji homoseksualnej.
W 1953, zaledwie trzy miesiące po tym, jak królowa nadała mu tytuł szlachecki, został aresztowany za „uporczywe namawianie mężczyzn w celach niemoralnych” w publicznej toalecie w Chelsea. 
W pamiętnikach Henry’ego Channona z lat 1943–57 autor wspomina, że Gielgud posiadał kolekcję filmów pornograficznych. Gielgud napisał scenariusz Trouser Bar, którego akcja rozgrywa się w sklepie z odzieżą męską, dla reżysera filmów erotycznych o tematyce gejowskiej Petera de Rome’a. Realizacji filmu krótkometrażowego fantasy Trouser Bar (2016) podjął się Kristen Bjorn. W filmie wziął udział Nigel Havers.

## Filmografia
- Bałkany (Secret Agent) (1936)
- Juliusz Cezar (1953)
- Ryszard III (1955)
- Becket (1964)
- Szarża lekkiej brygady (1968)
- Trzewiki rybaka (1968)
- Och! Co za urocza wojenka (1969)
- Juliusz Cezar (1970)
- Orzeł w klatce (1972)
- Zagubiony horyzont (1973)
- Frankenstein: The True Story (1973)
- 11 Harrowhouse (1974)
- Morderstwo w Orient Ekspresie (1974)
- Opatrzność (1977)
- Kaligula (1979)
- Dyrygent (1979)
- Człowiek słoń (1980)
- Wzór (1980)
- Lion of the Desert (1981)
- Artur (1981)
- Rydwany ognia (1981)
- Gandhi (1982)
- Wagner (1983)
- The Wicked Lady (1983)
- Purpura i czerń (1983)
- The Master of Ballantrae (1984)
- Dalekie pawilony (1984)
- Obfitość (1985)
- Drugi świat (1986)
- Rendez-vous ze śmiercią (1988)
- Artur 2 (1988)
- Getting it Right (1989)
- Księgi Prospera (1991)
- Światło w mroku (1992)
- Scarlett (1994)
- Rycerz króla Artura (1995)
- Hamlet (1996)
- Blask (1996)
- Elizabeth (1998)
- Merlin (1998)

## Nagrody
| Rok  | Nagroda                                                | Kategoria                                                                          | Tytuł                                         |
| ---- | ------------------------------------------------------ | ---------------------------------------------------------------------------------- | --------------------------------------------- |
| 1954 | Nagroda BAFTA                                          | Najlepszy aktor                                                                    | Juliusz Cezar (1953)                          |
| 1975 | Nagroda BAFTA                                          | Najlepszy aktor drugoplanowy                                                       | Morderstwo w Orient Expressie (1974)          |
| 1977 | Nagroda Stowarzyszenia Nowojorskich Krytyków Filmowych | Najlepszy aktor                                                                    | Opatrzność (1977)                             |
| 1980 | Nagroda Grammy                                         | Najlepsze nagranie mówione, dokumentalne lub dramatyczne                           | Ages of Man: Readings from Shakespeare (1979) |
| 1981 | Nagroda Stowarzyszenia Nowojorskich Krytyków Filmowych | Najlepszy aktor drugoplanowy                                                       | Artur (1981)                                  |
| 1982 | Złoty Glob                                             | Najlepszy aktor drugoplanowy                                                       | Artur (1981)                                  |
| 1982 | Nagroda Akademii Filmowej                              | Najlepszy aktor drugoplanowy                                                       | Artur (1981)                                  |
| 1989 | Złoty Glob                                             | Najlepszy aktor drugoplanowy w serialu, miniserialu lub filmie telewizyjnym        | Wojna i pamięć (1988)                         |
| 1991 | Nagroda Emmy                                           | Najlepszy aktor pierwszoplanowy w serialu lub filmie limitowanym lub antologicznym | Summer’s Lease (1989)                         |
| 1992 | Nagroda BAFTA                                          | BAFTA Fellowship                                                                   | —                                             |